# Dacus chiwira
Dacus chiwira är en tvåvingeart som beskrevs av Albany Hancock 1985. Dacus chiwira ingår i släktet Dacus och familjen borrflugor. Inga underarter finns listade i Catalogue of Life.